# Тантал (хімічний елемент)
Тантал — хімічний елемент із символом "Та" та порядковим номером 73.

## Загальний опис
Рідкісний, твердий, важкий, сірувато-голубуватий на зрізі, блискотливий перехідний метал, має дуже високу стійкість до корозії. У природі трапляється у мінералі танталіт і деяких інших, але завжди разом із хімічно близьким ніобієм. Належить до групи металів, що широко застосовуються як лігатура.
Хімічна стійкість танталу робить його гідним матеріалом для виготовлення хімічного спеціального обладнання та заміни більш дорогої платини. Але його найбільше використання сьогодні — це виготовлення танталових електролітичних конденсаторів для електроніки.
Атомна маса 180,9479. У природі існує два ізотопи: стабільний 181Та і радіоактивний 180Та (період напіврозпаду — 1013 років). Відкритий шведським хіміком А. Г. Екебергом у 1802 р.
Проста речовина — тантал. Блискучий метал сірого кольору, тугоплавкий, твердий, легко піддається механічній обробці. Кристалічна ґратка кубічна об'ємноцентрована. Густина 16600 кг/м³; tплав 3017 °С; tкип 5240 °С. Тривкий щодо дії хімічних реактантів, корозії. За нормальних умов малоактивний, на повітрі окиснюється лише за температури понад 280 °С, покриваючись захисною окисною плівкою.

## Історія
Тантал було відкрито у Швеції у 1802 році Андерсом Густафом Екебергом. Роком раніше, Чарльз Гатчет відкрив елемент Колумбій. У 1809 році, англійський хімік Вільям Воластон порівняв властивості «земель» (оксидів) отриманих з колумбіту, що мав густину 5,918 г/см³, та танталіту, що мав густину 7,935 г/см³, та зробив висновок, що незважаючи на велику різницю у густині, вони хімічно ідентичні. Він запропонував все ж залишити ім'я «Тантал». Пізніше Фрідріх Велер підтвердив його результат, він був впевнений що колумбій та тантал це те саме. Цей висновок був поставлений під сумнів у 1846 німецьким хіміком Генріхом Розе, який довів, що у танталіті міститься 2 окремих елементи, та він назвав їх танталом на честь дітей Танталу: ніобієм (на честь Ніоби, богині сліз), та пелопієм (на честь Пелопа). Елемент «пелопій» був пізніше ідентифікований як суміш танталу з ніобієм, а також встановлено, що ніобій був ідентичний колумбію, відкритому Гатчетом у 1801 році.
Різницю між танталом та ніобієм було однозначно доведено 1864 року Христіаном Вільгельмом Бломстрандом, і Анрі Етьєн Сент-Клер Девілєм, та Льюіс Дж. Трустом, які визначили емпіричні формули деяких його сполук у 1865. Інше підтвердження прийшло від шведського хіміка Жана Шарля Галісарда де Маріньяка, у 1866 році, якій показав що це два різних елементи. Однак ці досліди не зупинили вчених поширювати статті про так званий ільменій до 1871 року. Де Мариньяк був першим, хто отримав металічний тантал (у 1864 році), коли відновив хлорид танталу нагріванням у середовищі водню. Однак всі ранні зразки танталу були не досить чисті, і відносно чистий металічний тантал було вперше отримано Вернером фон Болтоном 1903 року. Танталові нитки були дуже поширені в той час в електричних лампах.
Назва елементу походить від імені царя Тантала, батька Ніоби з грецької міфології. За міфом, його було покарано після смерті, і він був змушений стояти у воді по-коліно та не міг нею напитися, бо вона зникала, якщо він нагинався, та з чудовими фруктами над його головою, яких він не міг дотягнутися, бо вітер відразу підіймав гілки. Обидва ці негаразди вічно «танталізували» його. Екеберг писав: «Цей метал я назвав Танталом… деякою мірою маючи на увазі його нездатність „насититися“ кислотою, в яку він може бути занурений та не може поглинути хоч трошки, щоби насититися» (This metal I call tantalum … partly in allusion to its incapacity, when immersed in acid, to absorb any and be saturated.").
Протягом багатьох десятиріч єдиним способом відокремлення танталу від ніобію був процес фракційної кристалізації з флуоридного розчину гептафлуортанаталату калію від оксіпентафтороніобату калію, відкритий Жаном Чарльзом Галісаром де Мариньяком у 1866 році. Зараз розділення проводять шляхом фракційного розчинення

## Властивості

### Фізичні властивості
Металічний тантал темного сіро-блакитного кольору метал, щільний, ковкий, дуже міцний, добре піддається обробці та дуже добре проводить електрику та тепло. Цей метал дуже стійкій до корозії в кислотах; фактично при температурах до 150 °C він зовсім не взаємодіє із царською водою. Його можна розчинити у розчинах, що містять фторид та триоксид сірки, або у розплаві лугів. Тантал має одну з найвищих з металів температуру плавлення — 3017 °C, вище якої плавляться лише вольфрам, реній та осмій.
Металічний тантал складається із двох кристалічних фаз: альфа та бета. Альфа-фаза більш ковка та м'яка; вона має об'ємоцентровану кубічну ґратку (просторова група Im3m, константа ґратки a = 0,33058 nm), Показник твердості за Кнупом 200–400 HN та питомий електричний опір 15–60 µΩּcm. Бета-фаза крихка та тверда; її кристалічна симетрія тетрагональна (просторова група P42/mnm, a = 1,0194 нм, c = 0,5313 нм), твердість за Кнупом 1000–1300 HN та питомий опір 170–210 µΩּcm. Бета-фаза є метастабільною та переходить у альфа-фазу при нагріванні 750–775 °C. Основна маса танталу знаходиться у альфа-фазі, та бета-фаза зазвичай отримується шляхом магнетронного напилення, хімічного нанесення або електролізу з евтектичного сольового розплаву. Критична температура переходу у надпровідний стан становить 4,3 K.

### Хімічні властивості
Тантал формує оксиди зі ступенями окиснення +5 (Ta2O5) та +4 (TaO2). Найбільш стабільний ступінь окислення це +5, пентаоксид танталу. Пентаоксид танталу є вихідним матеріалом для отримання багатьох похідних танталу. Шляхом сплавлення його із лугами отримують солі танталової кислоти — танталати. Наприклад, танталат літію (LiTaO3) та танталат лантану (LaTaO4). В танталаті літію, іон танталату TaO-
3 не міститься; замість нього там міститься ланцюг TaO7-
6 октаедр, що формує ґратку типу перовськіту; а танталат лантану своєю чергою містить тетраедричні іони TaO3-
4.
Фториди танталу можуть бути використані для відділення його від ніобію. З галогенами тантал утворює сполуки у ступенях окислення +5, +4, та +3 типу TaX5, TaX5, та TaX3, однак також відомі багатометалеві комплексні іони та нестехіометричні сполуки. Пентафторид танталу (TaF5) це біла кристалічна речовина з температурою плавлення 97,0 °C а пентахлорид танталу (TaCl5) це також біла кристалічна речовина із температурою плавлення 247,4 °C. Пентахлорид танталу гідроліз легко гідролізує водою, і здатний реагувати із металічним танталом, утворюючи чорний та високогігроскопічний тетрахлорид танталу (TaCl4). Широкий ряд галогенпохідних танталу може бути отриманий шляхом відновлення пентахлориду танталу воднем, дігалогенпохідні для танталу невідомі. Тантал-телурові сплави утворюють квазікристали. Про сполуки танталу із ступенем окислення менше -1 було повідомлено у 2008 році.
Як і більшість жароміцних металів, тантал утворює дуже тривкі до температури карбіди та нітриди. Карбід танталу, TaC, як і широко відомий карбід вольфраму, використовується для виготовлення різального інструменту. Нітрид танталу(III) використовується як ізолятор у вигляді тонких плівок у електронній промисловості. Хіміки Лос-Аламоської національної лабораторії (США) розробили карбід-тантало-графітний композитний матеріал — один із найміцніших відомих матеріалів у світі. Корейські дослідники розробили тантало-вольфрамо-мідний сплав якій набагато пружній та гнучкий, та в декілька разів міцніший ніж сталевий. Відомо 2 види алюмініду танталу, TaAl3 та Ta3Al. Вони дуже стабільні, жаростійкі, та мають високу здатність відбивати світло, та запропоновані як покриття для дзеркал інфрачервоного випромінення.

### Ізотопи
Природний тантал складається із двох ізотопів: 180mTa (0,012 %) and 181Ta (99,988 %). 181Ta це стабільний ізотоп. Для 180mTa (m позначає метастабільний стан) передбачено три шляхи розпаду: ізомерний перехід до основного стану — 180Ta, бета-розпад на 180W, або захоплення електрона до 180Hf. Радіоактивність цього ядерного ізомеру ніколи не спостерігалася. Нижня оцінка його періоду напіврозпаду становить більше 1015 років. Основний стан, ізотоп 180Ta має період напіврозпаду лише 8 годин. 180mTa є єдиним природним ядерним ізомером (виключаючи ті, що утворилися внаслідок радіогенних та космічних впливів). Це також найрідкісніший з ізотопів у Всесвіті
Теоретично, тантал може бути використаний для створення «радіологічного забруднення» як матеріал для використання у ядерній зброї (втім, гіпотетично, кращим матеріал для «брудної бомби» є кобальт). Зовнішня оболонка ядерного пристрою, виготовлена із 181Ta, під час ядерного вибуху буде опромінена високоенергетичними нейтронами, які перетворять тантал на радіоактивний ізотоп 182Ta із періодом напіврозпаду 114,4 дні. Він випромінює гамма-промені з енергією 1,12 МЕВ (MeV), що призведе до значного радіоактивного зараження місцевості (протягом декількох місяців). «Брудна» ядерна зброя ніколи не конструювалася та не випробувалася, принаймні, про це публічно не відомо.

### Поширеність

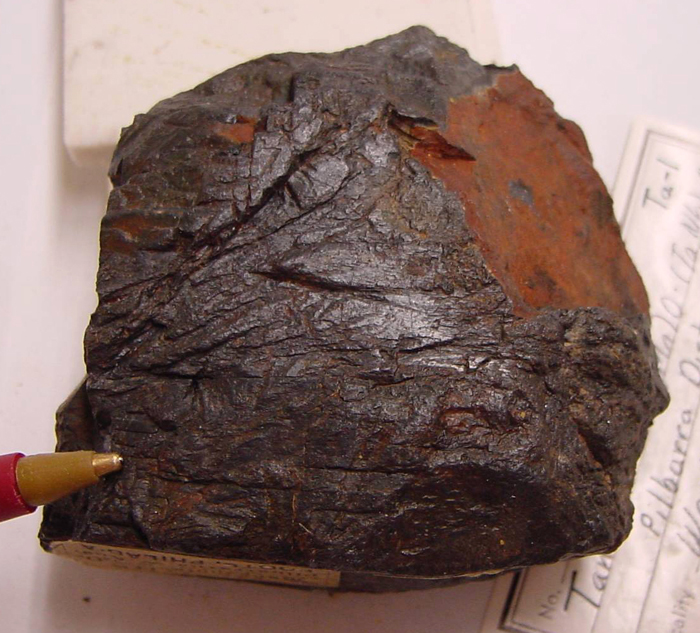
Танталіт, район Pilbara, Австралія

Вміст танталу приблизно оцінюється як 1 ppm або 2 ppm у земній корі за вагою.
Відомо близько 20 власне, мінералів танталу і понад 60 мінералів, що містять тантал. Всі вони генетично пов'язані з ендогенним мінералоутворенням. У мінералах тантал завжди знаходиться спільно з ніобієм внаслідок схожості їх фізичних і хімічних властивостей. Тантал — типовий розсіяний елемент. Родовища танталу прив'язані до гранітних пегматитів, карбонатитів і лужних розшарованих інтрузій.
Танталовмісні мінерали, які використовуються як сировина: танталіт, мікроліт, вудгеніт, евксеніт, полікраз. Танталіт (Fe,Mn)Ta2O6 найважливіший мінерал танталу. Танталіт має структуру, схожу з колумбітом (Fe,Mn)(Ta,Nb)2O6; коли танталу більше ніж Nb він зветься танталіт, у зворотному випадку — колумбіт або ніобіт. Висока питома вага мінералів танталу дуже полегшує їх гравітаційне збагачення. Інші мінерали самарськіт та фергусоніт.
Поклади танталу в Україні є найвищими в Європі, і держава може цілком забезпечити власні потреби у цій сировині.
Головний видобуток танталу забезпечує Австралія, де розташована найбільша компанія, що добуває тантал Global Advanced Metals — Talison Minerals, яка розробляє шахти у Західній Австралії, Грінбущі, Південному Заході та Wodgina в Pilbara. Шахти Wodgina були знову відкриті на початку 2011 році після того як вони були закриті у 2008 році внаслідок Світової фінансової кризи. Ця копальня виробляє танталовий концентрат, який потім обробляється у Грінбущі та постачається покупцям. Великі виробники ніобію знаходяться у Бразилії та Канаді (руда, яку вони переробляють містить невелику кількість танталу), а також інших країнах, таких як Китай, Ефіопія, Мозамбік (руди яких містять більше танталу) та ці країни попутно виробляють суттєву кількість танталу у світі. Тантал також виробляють у Таїланді та Малайзії як попутній продукт видобутку олова. Шляхом гравітаційного збагачення, вони відділяють не тільки каситерит (SnO2), але й невелику кількість танталіту. Відходи від переплавлення олова містять економічно доцільні кількості танталу. Ресурси танталової сировини, розробка яких у майбутньому стане доцільною, в порядку оцінених запасів, містяться у Саудівській Аравії, Єгипті, Гренландії, Китаї, Мозамбіку, Канаді, Австралії, США, Фінляндії, та Бразилії.
В Центральній Африці для мінералів, що містять ніобій (КОЛумбій) та ТАНтал, часто вживають термін колтан. Організація United States Geological Survey повідомила у своїй річній книзі 2006 року, що цей регіон виробляє лише близько 1 % світового видобутку танталу, з піком у 10 % у 2000 та 2008. Етнічні питання, питання ділової етики, прав людини та захисту довкілля завжди супроводжують видобуток «колтану» в регіоні військового конфлікту в басейні Конго.
Відповідно до звіту ООН від 23.10.2003, контрабанда та експорт колтану є приводом для війни в Конго, криза, що призвела до загибелі 5,4 мільйона людей протягом 1998 року — найбільш велика за кількістю загиблих після Другої світової війни.

## Виробництво
Основною сировиною для виробництва танталу і його сплавів служать танталітові і лопаритові концентрати, що містять близько 8 % Та2О5, 60 % і більше Nb2О5. Розділення Та і Nb виконують шляхом екстракції. Металічний тантал отримують відновленням Та2О5 вуглецем, або електрохімічно з розплавів.
Отримання танталу проходить крізь декілька кроків: по-перше, мінерал подрібнюють та збагачують гравітаційним методом. Зазвичай, збагачувальна фабрика розташовується поряд з місцем видобутку. Потім проводять процес хімічного розділення, як правило, за допомогою обробки сировини сумішшю фтороводневої кислоти та сірчаної при температурі 90 °C. Це призводить до утворення комплексних фторидів та переходу танталу та ніобію в розчин, де вони очищуються від домішок.
Ta2O5 + 14HF → 2H2[TaF7] + 5H2O
Nb2O5 + 10HF → 2 H2[NbOF5] + 3H2O
Вперше очищення в промисловому масштабі було розроблено де Маріньяком, використовуючи різницю в розчинності K2[NbOF5]·H2O та K2[TaF7] у воді. Сучасний процес використовує рідинну екстракцію з водних розчинів органічними розчинниками, такими як циклогексанон. Комплексні фториди ніобію та танталу екстрагуються окремо водою з органічних розчинників та переводяться в осад за допомогою фториду калію у вигляді калійних солей комплексних фторидів, або аміаком, у вигляді пентаоксидів.
H2[TaF7] + KF → K2[TaF7]↓ + HF
2H2[TaF7] + 14NH3 + 5H2O → Ta2O5↓ + 14NH4F
Отриманий фторотанталат калію зазвичай обробляють розплавленим натрієм для отримання сирого порошку танталу.

## Застосування
Застосовують для виготовлення апаратури в хімічній промисловості та ядерній енергетиці, хірургічних і зуболікарських інструментів, у виробництві особливих сортів сталі, в електровакуумній техніці тощо. Крім того, тантал використовують у радіоелектроніці, хімічному машинобудуванні, а також для створення надтвердих і над-жароміцних сплавів. Карбід танталу ТаС — складова частина надтвердих сплавів.

### Електроніка

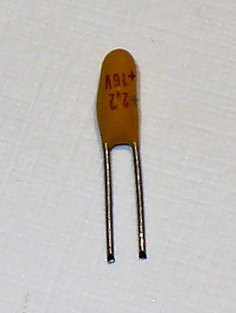
Tantalum electrolytic capacitor

Більшість видобутого танталу у вигляді порошку використовується для виробництва електронних компонентів, переважно конденсаторів та деяких термостійких резисторів. Танталові конденсатори використовують властивість танталу утворювати міцну та щільну оксидну плівку на поверхні. Танталовий порошок, спресований у брикет, використовується як одна з обкладинок конденсатора, оксид як діелектрик, та розчин електроліту або твердий електроліт як друга обкладинка. Оскільки шар діелектрика може бути дуже тонким, (тонший ніж, наприклад, у алюмінієвому конденсаторі), більша ємність може бути зосереджена в меншому об'ємі. Вага та розмір танталових конденсаторів є привабливою для мобільних телефонів, ноутбуків, та автомобільної електроніки.

### Сплави
Тантал також використовують для отримання сплавів, що мають високу температуру плавлення, ковкість та міцність. Сплавлений з іншими металами, він також використовується для виготовлення карбід-метальних інструментів для металообробки, у виробництві суперсплавів для ракетних двигунів, хімічного обладнання, частин ядерного реактору. Висока температура плавлення забезпечує його застосування для виготовлення ниток спіралей, для випаровування таких металів як алюміній. Стійкість до рідин організму та хімічна пасивність забезпечують широке застосування танталу та його сплавів для виготовлення хірургічних інструментів та імплантатів. Наприклад, танталові поруваті шари використовуються для ортопедичної імплантації, використовуючи здатність танталу утворювати пряме з'єднання з твердими тканинами.
Тантал інертний до більшості кислот, виключаючи плавикову кислоту та гарячу сірчану кислоту, а також гарячі лужні розчини, у яких тантал піддається корозії. Це робить його ідеальним матеріалом для виготовлення хімічного посуду для агресивних речовин. Теплообмінники для нагріву парів соляної кислоти виготовляють з танталу. Тантал широко використовувався для виготовлення надвисокочастотних вакуумних ламп для радіопередавачів. Тантал має здатність за високої температури поглинати кисень та азот, і використовується як гетер у високовакуумній техніці.

### Інші використання
Оксид танталу використовується для створення скла із високим коефіцієнтом заломлення для оптичних лінз. Висока температура плавлення, низький тиск пари та тривкість до окислення, робить тантал гарним матеріалом для частин вакуумних пічок. Використовуючи його високу густину, були створені оболонки та пристрої, що формують кумулятивний струмінь. Тантал унаслідок його високої густини та температури плавлення, значно підвищує проникну здатність бронебійних снарядів.  Також, він іноді використовується у дорогих годинниках та авторучках наприклад від Hublot, Montblanc та Panerai. Також, тантал є високо-біоінертним та використовується як матеріал для імплантатів.

## Попередження
Речовини, що містять тантал доволі рідко зустрічаються у лабораторії, та досліджені мало. Сам метал є дуже біосумісним та використовується для виготовлення імплантатів та обгорток для кісток, однак, треба зосередити увагу на інших елементах, які містяться у сплавах та сполуках танталу. Просте вивчення літератури приводить до висновку, що використання танталу іноді пов'язано із саркомою. Можливо, під дією інших факторів, не вказаних дослідниками. Думка цитувалася із IARC Monograph vol. 74 яке містить «Помітку для читача»: «Включення даного канцерогенного агенту у Монографію не означає, що він достатньо досліджувався.» (Inclusion of an agent in the Monographs does not imply that it is a carcinogen, only that the published data have been examined)